# Ptocasius weyersi
Ptocasius weyersi är en spindelart som beskrevs av Simon 1885. Ptocasius weyersi ingår i släktet Ptocasius och familjen hoppspindlar. Inga underarter finns listade i Catalogue of Life.